# Cambio (Lucio Dalla)
Cambio prodotto da Mauro Malavasi e Bruno Mariani che curano gli arrangiamenti. è il tredicesimo album in studio del cantautore Lucio Dalla, pubblicato nel settembre 1990 dalla Pressing. Vende 8 milioni di copie.

## Descrizione
Il disco, trainato dal successo di Attenti al lupo (scritta da Ron per Dalla), vende 6 000 000 copie. L'album, in ogni caso, contiene altri brani di notevole spessore, come 2009 (Le cicale e le stelle), Le rondini, Denis, Bella, Tempo e Comunista. Dalla utilizza suoni  più duri rispetto al passato per trasmettere il senso d'angoscia di uomini che ormai non riescono più a comunicare tra loro. Ancora una volta emergono l'energia prepotentemente profetica del cantautore bolognese e la sua inesauribile voglia di rinnovamento.
La foto in copertina è stata scattata nel 1953 alla sala da ballo "Pastore" di Manfredonia e ritrae Lucio quando aveva 10 anni con sua madre Jole Melotti e sua cugina Silvana Scaglioni.

## Tracce
Testi e musiche di Lucio Dalla, eccetto dove indicato.
1. Attenti al lupo (Ron) – 4:20
2. 2009 (Le cicale e le stelle) – 5:16
3. E l'amore – 4:19
4. Le rondini (Lucio Dalla/Mauro Malavasi) – 5:35
5. Apriti cuore – 5:13
6. Denis – 4:58
7. Bella – 4:15
8. Tempo – 4:43
9. Comunista (Lucio Dalla/Roberto Roversi) – 5:35

## Formazione
- Lucio Dalla – voce, cori, tastiera, sax clarinetto
- Mauro Gardella – chitarra
- Luca Malaguti – basso, tastiera
- Lele Melotti – batteria
- Bruno Mariani – chitarra, cori
- Mauro Malavasi – pianoforte, tastiera, cori, programmazione, arrangiamento
- Carlo Atis Dato – sassofono tenore
- Annalisa Corni, Angelo Messini, Eugenio D'Andrea, Iskra Menarini, Marco Nanni, Bracco Di Graci – cori

Produzione
- Mauro Malavasi – produzione, Missaggio, Mastering
- Bruno Mariani  – produzione
- Luca Malaguti – Missaggio

## Registrazione
- Fonoprint, Bologna: missaggio, registrazione, masterizzazione.

## Classifiche

### Classifiche settimanali
| Classifica (1990-1991) | Posizione massima |
| ---------------------- | ----------------- |
| Europa                 | 15                |
| Italia                 | 1                 |
| Svizzera               | 10                |

### Classifiche di fine anno
| Classifica (1990) | Posizione |
| ----------------- | --------- |
| Italia            | 1         |
| Classifica (1991) | Posizione |
| Europa            | 8         |